# Sidi Yahya Bni Zeroual
Sidi Yahya Bni Zeroual (àrab سيدي يحيى بني زروال) és una comuna rural de la província de Taounate de la regió de Fes-Meknès. Segons el cens de 2014 tenia una població total de 15.452 persones.